# VIII. János pápa
VIII. János (latinul: Ioannes), (kb. 820, Róma – 882. december 16., Róma) foglalhatta el Szent Péter trónját a történelem folyamán a 108.-ként 872. december 14-én. A 9. század egyik legnagyobb alakja volt, aki elfoglalhatta az egyház legfőbb trónját. Tízéves pontifikátusa során nem hagyta érintetlenül az egyház egyetlen részét sem. Kapcsolatai átszőtték a nyugati birodalmakat, és Kelet-Európa kialakuló államait is. Bizánccal jó kapcsolatokat tartott fenn, amire főként azért volt szüksége, mert a nagy nemzetközi befolyás ellenére saját háza tájékán sok ellensége volt. Rómában korrupt püspökök és hivatalnokok harcoltak uralma ellen, míg Itália déli részén a keresztény hercegek és a szaracénok is gyakran János ellen fordultak.

## Élete

### Korai évei
Valószínűleg a század első negyedében látta meg a napvilágot a hajdani hatalmas birodalmi városban, Rómában. Apját Gundusnak nevezték. Családjáról nem maradtak fenn valósághű adatok, így neveltetéséről, gyermekkoráról nem tudunk biztosat. Kolostorban taníttaták, ahol közel került a Biblia tanításaihoz, és hamarosan a klérus tagjai közé került. 853-ban IV. Leó pápa archidiakónusi rangra emeli. Ezt a címét 869-ig birtokolta, amikor diakónussá szentelték fel. Ebben a minőségében választotta meg a római zsinat 872. december 14-én pápának. Személyében egy rendkívül határozott személyiség lépett a trónra, aki hajlamos volt a nyers kifejezésekre, a szenvedélyességre és a szókimondóságra.

### Kelet keresztényei
János mindenképpen elődjei politikáját akarta folytatni, főként azokat az elveket akarta érvényre juttatni, amelyeket Miklós pápa neve jelzett. Ezen törekvését gyakran hangoztatta, azonban mégsem tudott mindig eleget tenni ennek az elvárásnak. Európa keleti régióiban is lassan megszilárdultak az új államok határai, és a hittérítők is egyre nagyobb sikerekkel tértek vissza Rómába. Ez igaz volt a nevezetes szerzetespárra is, Szent Metódra és Szent Cirillre. 869-ben Cirill Rómában meghalt. II. Adorján Metódnak érseki palliumot adott, és visszaküldte a szentet Morvaországba, hogy folytassa munkáját. A pápa elismerte a szláv nyelvű liturgiát is, hogy ezzel könnyítse a keleti területek térítését. Azonban Róma effajta döntése nem tetszett a német hercegeknek és püspököknek. Főként politikai okai voltak ennek, és emiatt hamarosan Metód ellen fordultak. Üldözni kezdték az érseket, és 871-ben elfogták és bebörtönözték Metódot. Csak 873-ban sikerült a pápának elérnie, hogy engedjék szabadon a szerzetest. A szabadság elnyeréséért cserébe János betiltotta a szláv nyelvű liturgiát. De a pápa ragaszkodott ahhoz, hogy Metód hivatalában maradjon, és szabadulása után azonnal Rómába rendelte, mert a szerzetes ellen újabb vádak merültek fel. Pár évvel később János színe előtt elsimultak a vádak, és az egyházfő újra engedélyezte a szláv nyelvű misézést, Metódot pedig visszaküldte Morvaországba.
János támogatása nem maradt hatás nélkül, ugyanis az új szláv államok sorra az Apostoli Szentszéket, és benne a pápát fogadták el vezetőjüknek. János többször is megpróbálta rábeszélni a bolgárok vezetőjét, Borisz herceget, hogy ne Konstantinápolyt kövesse a vallási kérdésekben, de itt nem járt sikerrel. 

Az itáliai politikai nehézségek miatt jó kapcsolatokat épített ki Bizánccal, amelynek trónját I. Baszileiosz foglalta el. A pátriárka hivatalában pedig a Rómabarát Ignatiosz ült, így ez kezdetben nem is volt nehéz. Azonban 877-ben Ignatiosz meghalt, és trónjáról a császár úgy döntött, hogy azt a korábban száműzött és kiátkozott Phótiosz töltheti be. Baszileiosz engedett az ügyes hízelgésnek, de János kezdetben nem akarta elfogadni Phótioszt Konstantinápoly élén. Végül a pápának is be kellett látnia, hogy a száműzetés után megzabolázódott Phótiosz foglalja el a pátriárkai hivatalt, így 881-ben megbékélt a császár döntésével.

### Nagy Károly hagyatéka
Amikor János pontifikátusa megkezdődött, Ifjabb Lajos viselte a római császár címet. Lajos ugyan nem uralkodott Itália felett, a pápa mégis őt támogatta a nyugati világ uralkodói közül a legjobban. Az egyházfő elérte Kopasz Károlynál, hogy engedje át Lotaringia területét Lajosnak. Ezért János katonai segítséget várt a császártól a szaracénok ellen. Azonban Lajos 875 augusztusában meghalt, és birtokai Károlyra szálltak át. A pápa biztonságba helyezte Lajos özvegyét, Engelberga császárnét, majd felvette a kapcsolatot Lajos utódjával, Kopasz Károllyal. 875. december 25-én János császárrá koronázta Károlyt. Ettől kezdve a mai Franciaország lett a pápaság legfőbb szövetségese. A császári korona ugyanis végleg ellehetetlenítette Károly ellenségeit, tehát ezzel megszilárdult az uralkodó helyzete nyugaton. A császár hálás volt Jánosnak, és 876-ban dekrétumában rögzítette, hogy a római pápa minden egyházak feje, akit mindenkinek követnie kell. Ezen felül több állami jogot is a pápának engedett át. Mindez azonban hidegen hagyta az egyházfőt, ugyanis János leginkább hathatós katonai segítséget várt a császártól a szaracénok ellen. Károly sokat hezitált, és végül 877. október 6-án meghalt. A császári trón utódlása kulcskérdés volt Róma számára, ezért nem meglepő, hogy János aktív részt vállalt a kérdés eldöntésében. 

Először Boso herceget támogatta, aki akkoriban kapta meg Provence királyságát, ezért nem akarta elvállalni a nagy feladatot. Végül II. Lajos gyermekére, Kövér Károlyra esett a választás. 881 februárjában koronázta meg János a Nyugat-római Birodalom császárává, de a félkegyelmű uralkodó nem tudott segítséget nyújtani Itáliának és Rómának.

### Szaracénok
Persze akkoriban ez sovány vigaszt nyújtott Jánosnak, de az iszlám hitű szaracénok tették igazán nagy pápává. Felszentelésétől kezdve haláláig küzdött a pogány hadakkal és Dél-Itália áruló hercegeivel. Kezdetben a keresztény uralkodók segítségére számított, de hamar belátta, hogy az vagy lehetetlen vagy nagyon lassú és kevés. Ezért amikor a szaracén flotta már Rómát fenyegette, és ráadásul II. Guido spoletói herceg is korlátozta a pápai hatalmat, úgy döntött, hogy a problémát maga fogja megoldani. A történelem során először nyíltan hadvezérré, admirálissá és a pápai seregek parancsnokává nevezte ki saját magát. Többször küldött ajándékokat és pénzt a déli hercegeknek, hogy azok ne a szaracénokat, hanem a keresztény hadakat támogassák. Ezek a szövetségek törékenyek és gyakran csalfák voltak, de legalább az esetek nagyobb részében távol tartotta a hercegek támadásának veszélyét János feje felől. 

Megépíttette Johannopolist, amely Róma egyik előretolt erődjévé vált. A két mérföldnyi kerületű erődöt a szaracénok gyakran csak A vén széltoló Péter városának őreként emlegették. 876-ban került sor először a pápai flotta támadására. A Kirké-hegyfoknál váratlanul lepte meg a János vezette hajóhad a szaracén kalózok bárkáit, és győzelmet is aratott felettük. De a pápának már arra nem volt elég ereje, hogy tartóssá tegye sikereit, és a császárok segítségére is hiába várt. Ezért János haláláig önállóan küzdött a pogány hadak ellen.

### Ármánykodás az örök városban
Amikor II. Adorján pápa meghalt, és a keresztény egyház élére a római zsinat újra pápát választott, Formosus, Porto püspöke élénken ellenezte János megválasztását. A püspök pontosan tudta, hogy az új egyházfőjelölt hamar átlát majd homályos gazdasági kapcsolatain, ezért amikor csak lehetett keresztbe tett Jánosnak felszentelése után is.

Formosus félelmei be is igazolódtak, hiszen az új pápa gyakorta szóba hozta, hogy az egyház bizonyos gazdasági posztjain olyan nemesek ülnek, akik velejükig korruptak, de II. Lajos császár támogatását élvezik. Ehhez a társasághoz kötődött Formosus püspök is. Amikor végül 875-ben Lajos meghalt, János rendet akart teremteni. A római egyház primiceriusát, Gergelyt szégyentelen sikkasztónak, míg testvérét, a secundicerius Istvánt legfőbb cinkosának tartották. Sógorukat, Aventinusi Györgyöt gyilkossággal és fajtalankodással vádolták. Ők voltak a társaság legfőbb vezetői, de többen is cinkosságot vállaltak velük. Lajos halála után János ítélőtáblája elé hívta őket, de a nemes kompániának egy ideig sikerült kibúvót találnia. Ezalatt minden követ megmozgattak, hogy János ellen egyre nagyobb tömegeket meggyőzzenek, de hiába. A szaracénok táborának is segítséget ajánlottak, de sötét árulásuk hamar kudarcba fulladt. 

Amikor már mindennel megpróbálkoztak, és János túl erős ellenfélnek bizonyult számukra, elmenekültek Rómából, de magukkal vitték a pápai kincstár tetemes részét is. Így János csak annyit tudott elérni, hogy egy zsinaton kiátkozták őket.

### Egy Európa-szerte ismert pápa
János pontifikátusának legjelentősebb momentuma a szaracénok elleni harc volt, ezért ritkán hagyta el Itáliát vagy Rómát. De hírnökei, hivatalnokai Európa minden uralkodójánál jelen voltak. Az egyházfő így nemcsak a mai Franciaország, Németország és Olaszország ügyeibe folyt bele. Többször hozott döntést Spanyolországgal kapcsolatban is. A félig pogányok bitorolta félszigeten megalapította az Oviedo központú metropolita egyházat. Az ország politikájába is beleszólt, amikor annak első törvénykönyve a Gót Kódex fordítása Rómába érkezett. János a törvények közé vetetett fel több egyházi jogot, így büntetendőnek ismertette el a szentségtörést. 

Uralkodása alatt támadta meg az Alfréd király vezette Dánia Angliát. Ezért érkezett Rómába személyesen Burgred merciai király. Burgred arra kérte a pápát, hogy próbálja meg békére bírni a barbár dánok urát. Az uralkodón kívül, Edred, Canterbury érsek is levélben kereste fel Jánost, hogy akadályozza meg Alfréd túlkapásait. Az egyházfő ígéretet tett arra, hogy követeivel felkeresi a dán uralkodó udvarát, de határozott eredménnyel nem hitegette a briteket.

### Gyilkosság?
Több lexikon és a hagyomány is úgy tartja, hogy János egyike a középkor nyolc meggyilkolt egyházfőjének. Azonban történelmileg ezt nem támasztja alá semmi. A legtöbb történelmi forrás csak szárazon annyit jegyzett fel, hogy VIII. Jánost 882. december 16-án érte a halál. De van egy korabeli krónika, amelyet Fulda monostorában készítettek, és teljesen másként ír a pápa haláláról. A fuldai írások szerint az egyházfő egyik rokona meg akarta szerezni az egyházi kincsek egy részét, és ezért folyamatosan mérget adott be a pápának. De amikor rádöbbent, hogy ez a módszer túl lassú, egy kalapáccsal fejbe vágta Jánost, aki azonnal szörnyet halt. Ekkor rádöbbent tettére, és végzett magával is.

### VIII. János mint Johanna a nőpápa?
Az több mint valószínű, hogy csak egy abszurd legenda, miszerint VIII. János valójában nő volt. A történet csak négyszáz évvel később kelt lábra és összefüggésben állhat némely pápa nem éppen erkölcsös életmódjával, illetve a hatalmukkal visszaélő pápák miatti ellenszenvvel. A konstanzi zsinaton is előkerült a kérdés, részben a husziták tették szóvá. Az effajta történeteket a protestánsok a katolikus egyház miatti gyűlöletük okán is előszeretettel terjesztették a 17. században, ahogy tette ezt David Blondel református író is 1647-es értekezésében.
A mondának számos különféle változata ismert: Johanna egy angol hittérítő lánya volt, aki németföldön látta meg a napvilágot. Angliai János néven szerzetesnek állt, mert beleszeretett egy ifjú szerzetesbe, akivel hált is a kolostor falai között. Miután lelepleződtek a Szentföldre akartak szökni, de Johannát szerelme elhagyta Athénban és Rómába ment. Mivel okos és éleslátású ember volt Johanna eljutott a pápai trónusig, de inasa (más verziók szerint egy titkár) – aki tudta, hogy kicsoda valójában – teherbe ejtette. Ezzel szemben egyes történetek nem adják meg az apa személyét. 857-ben egy körmeneten kezdődött el a szülés, ahol fény derült VIII. János kilétére és a felbőszült római tömeg halálra kövezte őt is és gyermekét is. Megint más verziók többféle kivégzést említenek, sőt olyasmi is ismert, hogy nem ölték meg, hanem száműzték.
Olyan abszurd bizonyítékokat állítanak fel a monda valóságában hívők, miszerint az esemény helyszínén egy anya és gyermekének szobra van, amit az esemény emlékeztetőjeként emeltek, hogy a körmenetek elkerüljék azt a helyet. Állítólag volt egy szobor Johannáról amit Zakariás pápa névre keresztelt VIII. Kelemen pápa. A legbizarrabb bizonyítéknak kikiáltott tárgy egy lyukas ülőkéjű szék, amit a pápai beiktatás szertartásánál használtak állítólag a 11–16. század között, mellyel a pápa nemét állapították meg (ugyanis több más legenda van női pápákról).
A legendák ellenben igen sok ellentmondást tartalmaznak, egyrészt az évszámokat illetően is, sőt a bizonyítékokra is megtalálták idővel a magyarázatot.
A mendemondákat II. Piusz pápa kevés sikerrel próbálta megdönteni. A mai történészek viszont igazolták, hogy csak a pápasággal szembeni rosszindulat szülte mindezt, amihez okot szolgáltatott az egyes pápák sorozatos kötelezettségszegése. Az említett anya-gyermek szoborból sem egy van Rómában, vagy akár Itália szerte, a lyukas ülőkéjű pedig csak ókori római közfürdőből származó emlék mindössze.

## Művei
- Documenta Catholica Omnia (latin nyelven). (Hozzáférés: 2011. december 6.)